# William W. Wilson

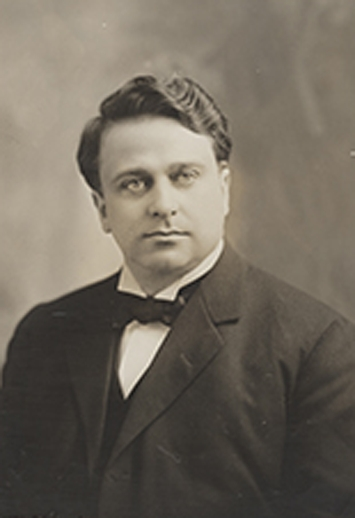
William W. Wilson (1919)

William Warfield Wilson (* 2. März 1868 in Ohio, Bureau County, Illinois; † 22. Juli 1942 in Chicago) war ein US-amerikanischer Rechtsanwalt und Politiker, der langjähriger Vertreter des Bundesstaates Illinois im US-Repräsentantenhaus war.

## Leben
Nach Besuch öffentlicher Schulen in seiner Geburtsstadt studierte Wilson an der University of Michigan in Ann Arbor. Nach einem anschließenden postgradualen Studium der Rechtswissenschaften am Chicago-Kent College of Law erhielt er 1893 die anwaltliche Zulassung und nahm eine Tätigkeit als Rechtsanwalt in Chicago auf.
1902 wurde er als Kandidat der Republikanischen Partei erstmals zum Mitglied in das US-Repräsentantenhaus gewählt und vertrat dort vom 4. März 1903 bis zum 3. März 1913 den dritten Kongresswahlbezirk von Illinois. Bei den Kongresswahlen 1912 erlitt er eine Niederlage gegen seinen demokratischen Herausforderer George E. Gorman. Gegen dieser gewann er bei den darauf folgenden Kongresswahlen 1914, so dass er vom 4. März 1915 bis zum 3. März 1921 abermals Mitglied des US-Repräsentantenhauses war.
Nachdem er 1920 auf eine erneute Kandidatur verzichtet hatte, war er von 1922 bis 1927 Chejustiziar des Alien Property Custodian, einer Regierungsbehörde zur treuhänderischen Verwaltung von beschlagnahmtem Eigentum von Feinden der USA. Nach Beendigung dieser Tätigkeit war er wieder als Rechtsanwalt tätig und wurde nach seinem Tod auf dem Union Cemetery in Chicago bestattet.